# Peter Jackson
Peter Robert Jackson (sinh ngày 31 tháng 10 năm 1961) là một đạo diễn, nhà sản xuất, diễn viên, biên kịch người New Zealand, ông nổi tiếng với loạt phim Chúa tể của những chiếc nhẫn, chuyển thể từ tiểu thuyết của nhà văn J. R. R. Tolkien. Ông cũng được biết đến với bộ phim làm lại King Kong và là nhà sản xuất của Khu vực 9.
Ông bắt đầu giành được danh tiếng trên thế giới với những bộ phim hài kinh dị trước khi nổi lên qua Heavenly Creatures, bộ phim mà ông đã giành được đề cử Oscar cho Kịch bản xuất sắc nhất. Jackson đã giành được 3 giải Oscar trong sự nghiệp.

## Các phim đã tham gia
Vai trò đạo diễn
| Năm  | Tiêu đề                                               | Đề cử Oscar | Giải Oscar giành được | Đề cử BAFTA | Giải BAFTA giành được | Đề cử Golden Globe | Giải Golden Globe giành được |
| ---- | ----------------------------------------------------- | ----------- | --------------------- | ----------- | --------------------- | ------------------ | ---------------------------- |
| 1976 | The Valley (Phim ngắn)                                |             |                       |             |                       |                    |                              |
| 1987 | Bad Taste                                             |             |                       |             |                       |                    |                              |
| 1989 | Meet the Feebles                                      |             |                       |             |                       |                    |                              |
| 1992 | Braindead (1992) (ra mắt ở Hoa Kỳ với tên Dead Alive) |             |                       |             |                       |                    |                              |
| 1994 | Heavenly Creatures                                    | 1           |                       |             |                       |                    |                              |
| 1995 | Forgotten Silver (Tài liệu)                           |             |                       |             |                       |                    |                              |
| 1996 | The Frighteners                                       |             |                       |             |                       |                    |                              |
| 2001 | The Lord of the Rings: The Fellowship of the Ring     | 13          | 4                     | 12          | 4                     | 4                  |                              |
| 2002 | The Lord of the Rings: The Two Towers                 | 6           | 2                     | 9           | 2                     | 2                  |                              |
| 2003 | The Lord of the Rings: The Return of the King         | 11          | 11                    | 12          | 4                     | 4                  | 4                            |
| 2005 | King Kong                                             | 4           | 3                     | 3           | 1                     | 2                  |                              |
| 2008 | Crossing the Line (phim ngắn)                         |             |                       |             |                       |                    |                              |
| 2009 | The Lovely Bones                                      | 1           |                       | 2           |                       | 1                  |                              |

Vai trò nhà sản xuất
- Bad Taste (1987): Nhà sản xuất
- Meet the Feebles (1989): Nhà sản xuất
- Valley of the Stereos (1992 short): Đồng nhà sản xuất
- Jack Brown Genius (1994): Nhà sản xuất
- Heavenly Creatures (1994): Đồng nhà sản xuất
- The Frighteners (1996): Nhà sản xuất
- The Lord of the Rings: The Fellowship of the Ring (2001): Đạo diễn
- The Lord of the Rings: The Two Towers (2002): Đạo diễn
- The Long and Short of It (2003 short): Nhà sản xuất thực hiện
- The Lord of the Rings: The Return of the King (2003): Đạo diễn
- King Kong (2005): Đạo diễn
- District 9 (2009): Nhà sản xuất
- The Lovely Bones (2009): Đạo diễn
- Dambusters (2010): Nhà sản xuất
- Những cuộc phiêu lưu của Tintin (2011): Nhà sản xuất
- Người Hobbit: Hành trình vô định (2012): Nhà sản xuất/Biên kịch